# 香港の対外関係
香港の対外関係（ほんこんのたいがいかんけい）では、香港と外国の関係と、香港と中華人民共和国本土との関係について記す。
香港政府において対外関係を扱うのは、政制事務局である。特に中国大陸（香港政府は「内地」と呼ぶ）との関係を主に担っている。諸外国などとの関係(外交事務)は、基本法の定めにより中央政府の管轄である。そのため、外交部駐香港特派員公署が設置され、政制事務局と協力する形で香港が外国や国際機関と締結する条約案などを作成している。
このほか、律政司国際法律科が条約に関する事務を担当している。また、政務司司長管轄下の行政署礼賓処が海外からの来客への応対や、領事館への便宜供与などを行っている。

## 中国大陸および中央政府との関係
中華人民共和国中央政府には、香港やマカオに関する事務を扱うため、国務院香港マカオ事務弁公室(港澳事務辦公室)が設置されている。国務院の各部や省・直轄市以下の地方政府と香港特別行政区政府との連絡や協力関係を監督、調整している。香港と中国大陸の官庁や地方政府間の交渉や催しには、必ず同弁公室の官僚が臨席する。これは、香港に対する官庁や地方政府の介入を防止するためである。

### 中央政府の出先機関
- 中央政府駐香港連絡弁公室：新華通信社香港支社。1999年12月に改称。
- 外交部駐香港特派員公署：香港に関する外交事務を処理する。
- 人民解放軍駐香港部隊：香港での国防を担当。

### 香港の中国大陸における出先機関
以下の出先機関が設置されている。いずれも、政制事務局が管轄している。
- 香港特別行政区政府駐北京弁事処：1999年3月に設置。中央政府との連絡のほか、香港人への支援など事実上の領事業務も行う。
- 香港経済貿易弁事処 (内地)：従来は工商科技局工業貿易署の管轄であったが、中国大陸での業務強化に伴い政制事務局に移管された。
  - 駐粤(広東)経済貿易弁事処：2002年7月に設置された。2006年4月より、福建、江西、広東、広西、海南5省を管轄し、事実上の領事業務を強化することとなった。
  - 上海：2005年の施政方針演説に基づき、206年4月新設された。 上海市と江蘇、浙江、安徽、湖北4省を管轄する。
  - 成都：同上。四川、雲南、貴州、湖南、陝西5省および重慶市を管轄する。

### 中華人民共和国本土と香港間の経済協力および協定
中国大陸と香港の間の境界については、入管や税関が絡むため、本来、中央政府の管轄事項である。ところが、中港間の通行や通関の時間延長や迅速化などに関する協議は、香港特別行政区・広東省政府聯席会議で行われている。また、2003年に本協定が締結された中国本土・香港経済連携緊密化取決め(CEPA)に関しては、香港の工商科技局と中華人民共和国商務部の間で交渉が行われた。
中港の経済関係の緊密化により、香港と諸外国同様、中港間でも租税協定に類する「処置」(按排)が締結されている。しかし、投資協定は締結されていない。その背景には、従来、中華人民共和国と対立している中華民国が中華人民共和国との投資協定締結を検討しており、それに対して中華人民共和国は協定締結が両岸関係の国際化につながるとして拒否し、台商投資保護法という国内法を制定したことがある。実は、FTAにも同様の問題があるが、中華人民共和国商務部は「CEPAはFTA類似処置であり、FTAそのものではない」との主張している。
なお、犯人引渡し協定は、刑事訴訟手続きや刑罰などの制度が双方で違いすぎ、(特に香港から中国大陸に引き渡す場合)被告の人権に関して問題が多いことから、未だ締結されていない。仮に中国大陸において、香港で犯罪を起こしたものが逮捕された場合は、これまで中国大陸の裁判所で裁かれ、処罰されている。特に張子強事件(香港で李嘉誠の長男である李沢鉅などを身代金目的で誘拐した容疑により、広東省で逮捕・処刑された)では、香港の排他的な刑事管轄権が成立していないのではないかという議論が起こった。

## 諸外国との関係および国際機関への加盟
香港特別行政区基本法は、香港が「中国香港(Hong Kong, China)」の名称で経済や社会、文化に関する国際条約の締結や、国際会議などへの参加を認めている。香港が締結している条約や協定の種類には、民間航空協定、投資協定、刑事司法協力協定、犯罪者引渡し協定、租税協定などがある。締結済みの協定は、律政司の「公約及国際協定」の頁にて確認できる。なお、香港での国際組織の地位に関する協定や、領事協定については中華人民共和国中央政府が当事者として締結し、香港に適応する形式を取る。
なお、国際組織への加盟は主権国家であることが参加・加盟要件ではないことが条件である。そのため、香港が当事者であるケースと、中華人民共和国政府を通して間接的に参加するケースの二つがある。後者の場合、中華人民共和国が当事者であり、その締結した条約などを香港にも適用する形式をとる。香港政府は、中華人民共和国の代表団の一員として加わるなどの形で発言力を確保することもある。

### 香港の在外出先機関
- 香港経済貿易弁事処 (海外)：
  - シンガポール
  - シドニー
  - 東京
  - ソウル
  - ブリュッセル：EUおよび西欧諸国を管轄。トップの駐EC(ママ)代表を初め、スタッフには外国籍が多い。
  - ロンドン：イギリスのほか、東欧・ロシア、スイス、北欧(デンマーク含む)を管轄。国際海事機関(IMO)への代表も駐在。
  - ジュネーヴ：国連機関やWTOなど代表部を管轄。
  - ニューヨーク
  - サンフランシスコ
  - ワシントンD.C.
  - トロント

このほか、香港貿易発展局の事務所が海外の主要都市に設置されている。
香港が加盟する主な国際組織

政制事務局「香港特別行政區的對外事務＞不以國家為單位參加的」を参照
- アジア開発銀行
- アジア太平洋経済協力（APEC）
- 国際決済銀行（BIS）
- 世界気象機関（WMO）：領域としての加盟
- 世界貿易機関（WTO）：独立関税領域として正式加盟。WTO創設メンバー。GATTには1986年、イギリスのスポンサーシップにより加盟した。香港のメンバーシップは主権国家と同等だが、GATT加盟の方法は宗主国が締結した条約の適用である。

中華人民共和国が加盟し、香港にも条約・協定を適用する主な国際組織

政制事務局「香港特別行政區的對外事務＞以國家為單位參加的國際組織」を参照
- ESCAP(国連アジア太平洋経済社会委員会)
- FAO(国連食糧農業機関)
- IAEA(国際原子力エネルギー機関)
- ICAO
- ICPO
- ILO(国際労働機関)
- IMF(国際通貨基金)
- ITU(国際電気通信連合)：2006年12月、ITU主催のテレコムワールド2006が香港で開催された(ジュネーヴ以外での開催は初)。呉邦国全人代常務委員長や情報産業部長らが香港入りした。だが、用意されたホテルは四つ星でありながらネットの出来る部屋がごく一部であったことや、会場での無線LAN接続が不安定だったため、情報産業部の官僚らは香港側の不手際を批判した。
- 世界銀行
- 万国郵便連合
- WHO（世界保健機関）：2006年、中華人民共和国政府は陳馮富珍(マーガレット・チャン)WHO事務局長補・前香港衛生署長をWHO事務局長候補として推薦した。